# Manifest der Kommunistischen Partei

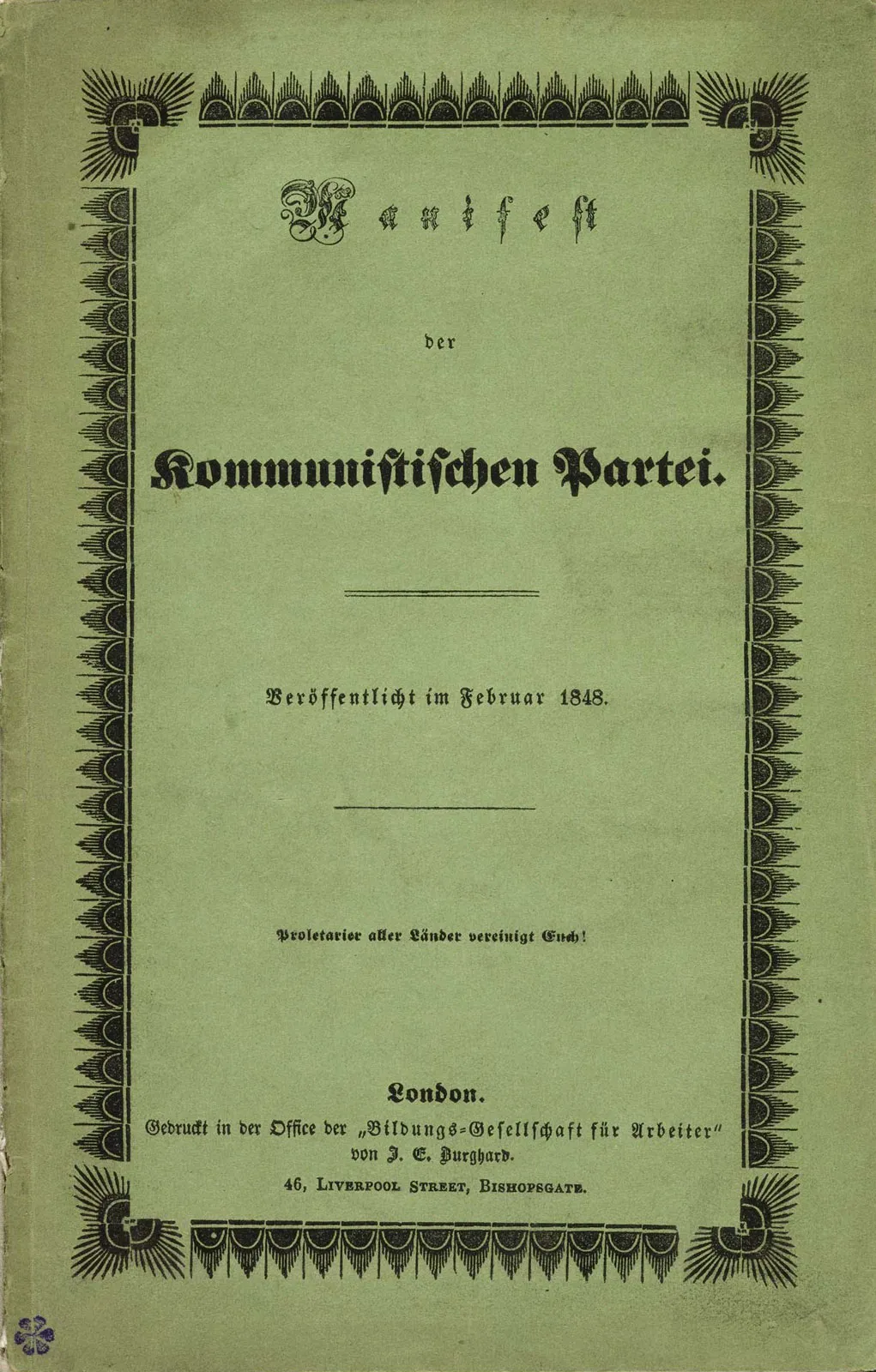
Titelblatt der Erstausgabe des Manifests der Kommunistischen Partei. („Bu23“)

Das Manifest der Kommunistischen Partei, auch Das Kommunistische Manifest genannt, ist ein programmatischer Text aus dem Jahr 1848, in dem Karl Marx und Friedrich Engels große Teile der später als „Marxismus“ bezeichneten Weltanschauung entwickelten.

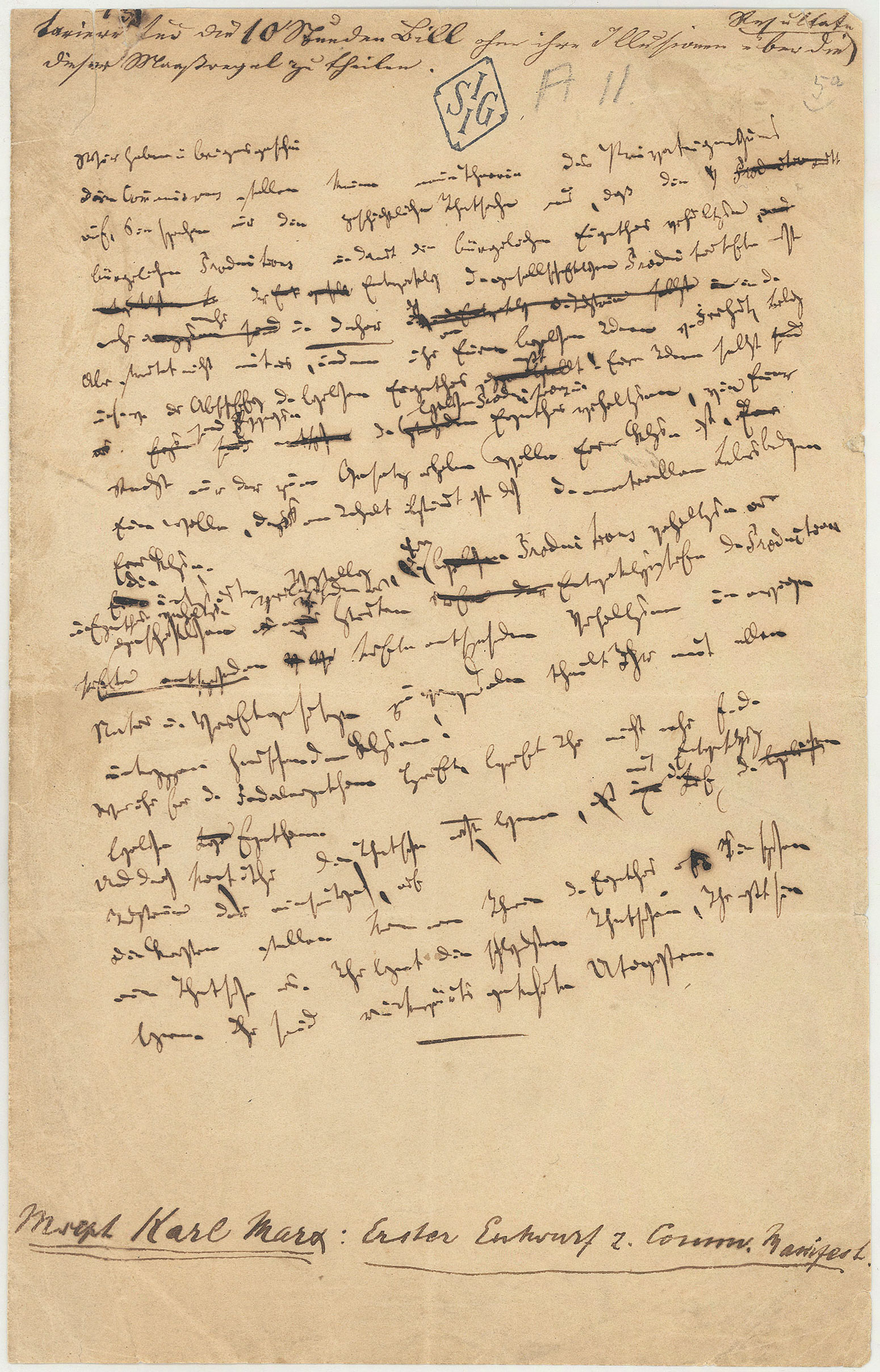
Manuskriptseite des Manifests der Kommunistischen Partei

Kommunistisches Manifest. Schwedische Erstausgabe 1848

Kommunistisches Manifest. Erste Ausgabe nach dem Tod von Karl Marx

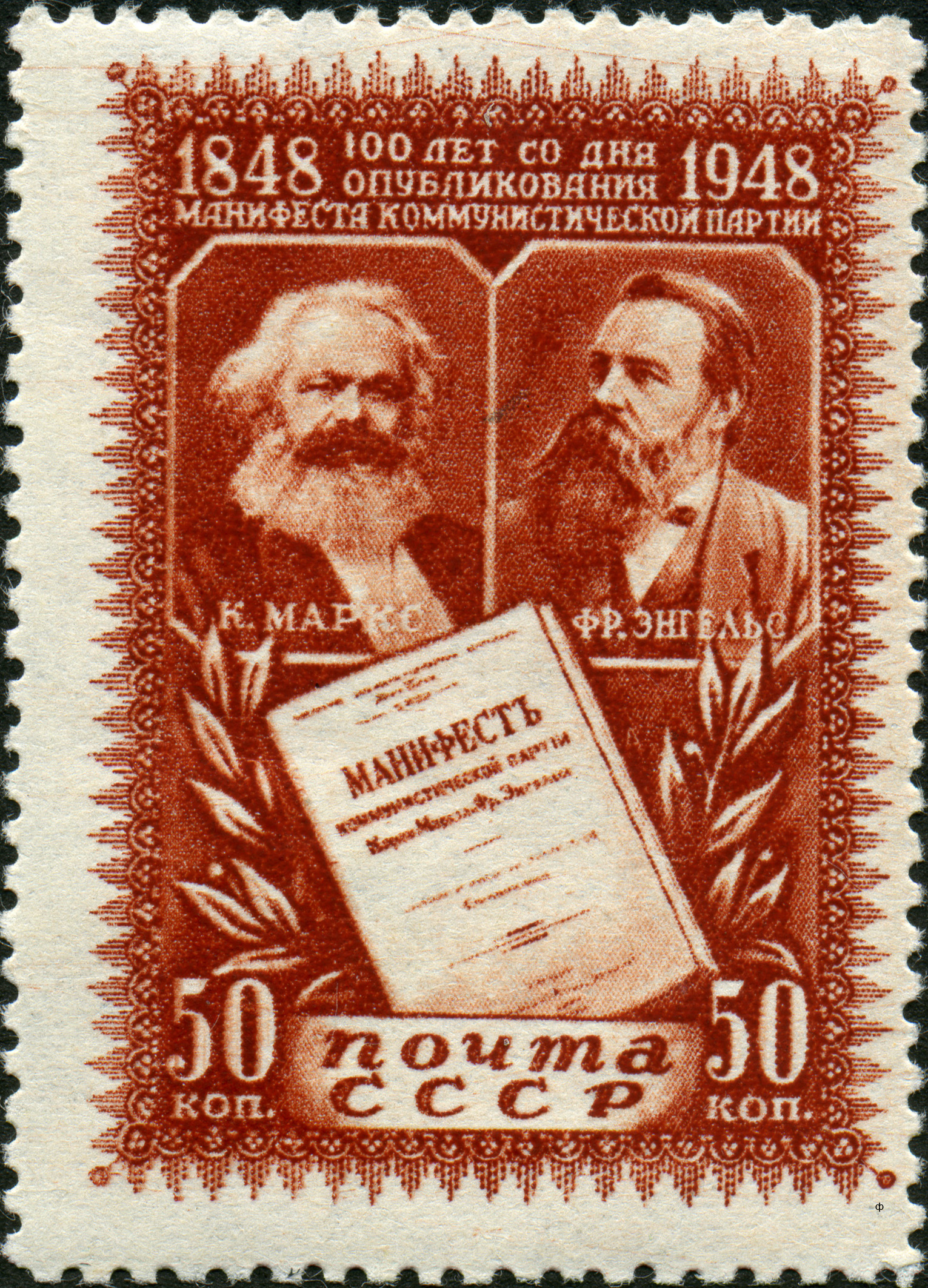
Sondermarke der sowjetischen Post zum 100. Jahrestag der Erstausgabe (1948)

Das 23-seitige Werk besteht aus einer Einleitung und vier Kapiteln. Es beginnt mit dem heute geflügelten Wort: „Ein Gespenst geht um in Europa – das Gespenst des Kommunismus“ und endet mit dem bekannten Aufruf:

„Die Proletarier haben nichts zu verlieren als ihre Ketten. Sie haben eine Welt zu gewinnen. Proletarier aller Länder, vereinigt Euch!“

Der Aufruf fand mehr als 70 Jahre später als Wahlspruch der Sowjetunion seinen Weg auf die Wappen sozialistischer und kommunistischer Staaten in ihrem Einflussbereich sowie 1923 auf das Wappen der UdSSR selbst.
Mittlerweile zählt das Manifest der Kommunistischen Partei mit über 500 Millionen verkauften Exemplaren zu den vier am meisten verkauften Büchern der Welt; in seinem Themenbereich nur noch übertroffen von der 1965 erschienenen „Mao-Bibel“.

## Entstehung
Die Forderung nach einem Statut kam bereits beim ersten Kongress des Bundes der Kommunisten auf. Neben Marx und Engels war auch Moses Hess in die Vorarbeiten involviert. Eine von Engels verfasste Skizze ist als Grundsätze des Kommunismus bekannt. Er schlug auch die Titulierung als „Manifest“ vor.
Auf dem zweiten Kongress am 29. November 1847 legten Marx und Engels den anderen Gründungsmitgliedern einen Entwurf vor, der einstimmig angenommen wurde. Damit ging der Auftrag einher, das Werk in eine endgültige Form zu bringen. Das Manuskript traf Anfang Februar 1848 in London ein und ging noch am 21. desselben Monats in Druck. Es erschien damit kurz vor der Februarrevolution in Frankreich sowie der Märzrevolution im Deutschen Bund und in dessen größten Staaten Österreich und Preußen.

## Inhalt

### Kapitel 1: Bourgeois und Proletarier
Marx und Engels bezeichnen die bisherige Gesellschaftsentwicklung als eine Geschichte von teils verborgenen, teils offenen Klassenkämpfen, grundsätzlich zweier gegensätzlicher Klassen: „Freier und Sklave, Patrizier und Plebejer, Baron und Leibeigener“. Dabei ist der Begriff der sozialen Klasse etwas sehr Wichtiges, da bisher analog zum Feudalismus von den Ständen Adel, Klerus, Bauern und Bürgertum (sowie Leibeigenen, die jedoch insgesamt keine eigenständige Rolle spielten) gesprochen wurde. Im ersten Abschnitt des Manifestes versuchen die Autoren also im Wesentlichen aufzuzeigen, inwieweit sich Wirtschaft und Gesellschaft aufgrund der industriellen Revolution für die Arbeiter bzw. das Proletariat verändert haben.
Durch die Entdeckung Amerikas, die Entwicklung der Industriegesellschaft und das Aufkommen des merkantilistischen Welthandels ist in Europa und Nordamerika die „moderne Bourgeoisie“ entstanden. An die Stelle der religiös und politisch verbrämten Ausbeutung im Feudalismus tritt jetzt die egoistische, kapitalistische Bereicherung. Die sozialen Beziehungen, sogar die Familienbeziehungen treten infolge der kapitalistischen Entfremdung als reine Geldverhältnisse auf. Auch die Angehörigen des Mittelstandes, wie „Ärzte, Juristen, Pfaffen, Poeten und Wissenschaftler“, sind der Herrschaft des Geldes unterworfen und zu bezahlten Lohnarbeitern geworden. Der Staat wird zum bloßen „Ausschuss“, der die „gemeinschaftlichen Geschäfte“ der Bourgeoisie verwaltet.
Die Bourgeoisie kann im Sinne des Kapitals nicht anders, als ständig die Produktionsverhältnisse und damit die auf diese bauenden Gesellschaftsformen zu revolutionieren. Darüber hinaus wird die nationale Beschränkung überwunden, die materielle und geistige Produktion und Konsumption kosmopolitisch gestaltet. Die Produktion benötigt Rohstoffe aus aller Welt. Es entsteht „eine allseitige Abhängigkeit der Nationen voneinander“.
Dabei wird der Bourgeoisie durchaus eine historisch fortschrittliche Rolle zugebilligt: „Die Bourgeoisie reißt durch die rasche Verbesserung aller Produktionsinstrumente, durch die unendlich erleichterten Kommunikationen, auch die barbarischsten Nationen in die Zivilisation.“ Der Bourgeoisie wird damit eine potentiell revolutionäre Funktion – siehe auch: Materialistische Dialektik – gegenüber den bislang herrschenden Ständen zugebilligt, sie ist also die Antithese zum Feudalismus. Schon für diese Frühphase des Kapitalismus stellen Marx und Engels fest: Das Eigentum wird in wenigen Händen konzentriert. Die früheren kleinen Handwerker gehen im Proletariat auf. In kaum 100 Jahren hat die bourgeoise Klassenherrschaft mehr Produktivkräfte freigesetzt, als in der gesamten menschlichen Geschichte davor. Trotz der Not der unterjochten Klassen existiert „eine Epidemie der Überproduktion“, denn die bürgerlichen Verhältnisse sind zu eng geworden und behindern den Absatz der Waren, immer wiederkehrende Überproduktionskrisen schütteln daher die Gesellschaften, denen die Bourgeoisie nur mit jeweils weiterer Verschärfung des Lohndrucks und Erschließung immer neuer Märkte begegnen kann.
Die Arbeitskraft, welche die Klasse der modernen Arbeiter zu Markte trägt, stellt eine Ware dar wie jeder andere Handelsartikel und ist daher allen Schwankungen des Marktes ausgesetzt. Durch den wachsenden Einsatz von Maschinen sowie die zunehmende Arbeitsteilung wird die Arbeit im Sinne des Kapitals vereinfacht, jedoch auch für den Arbeiter zur Qual – Marx erklärt an anderer Stelle den Vorgang mit dem Theorem der „Entfremdung des Arbeiters von der Arbeit“. Hatte im Feudalismus beispielsweise ein Schuhmacher den ganzen Schuh angefertigt, was Wissen und Handwerkskunst voraussetzte, ist er in einer Schuhfabrik nunmehr dazu verurteilt, nur noch die Naht zwischen Oberschuh und Sohle anzubringen. Eine derart einfache Arbeit kann jeder halbwegs gesunde Mensch ausführen, der Arbeiter wird also zum beliebig ersetzbaren Maschinenteil; der Lohn deckt daher gerade noch die zum einfachsten Lebenserhalt und zur Fortpflanzung des Arbeiters unbedingt nötigen Ansprüche. Arbeitermassen werden ausgebeutet und sind in den Fabriken der absoluten Herrschaft des Kapitals unterworfen. Geschlecht und Alter spielen dabei keine Rolle, qualifizierte Arbeit wird durch unqualifizierte Arbeit ersetzt, wichtig sind allein die möglichst niedrigen Kosten. Hinzu kommt die finanzielle Abhängigkeit des Proletariats von „Hausbesitzern, Krämern, Pfandverleihern usw.“
Als Auswuchs dieser Situation wird dargestellt, dass sich die Arbeiter gegen den jeweiligen Kapitalisten wehren, zunächst einzeln, dann in einer Fabrik, später in einem Ort. „Sie vernichten konkurrierende Waren, sie zerschlagen die Maschinen, stecken Fabriken in Brand“, weil sie hoffen, so die verloren gegangene gesellschaftliche Stellung der freien Handwerker früherer Zeiten zurückzugewinnen. Mit dem zunehmenden Druck auf den Einzelnen entsteht jedoch mehr und mehr ein Klassenbewusstsein, zumal ehemalige freie Handwerker und Kleinbürger durch die Entwicklung zwangsläufig ins Proletariat absinken.
Dabei wird deutlich, dass die Bourgeoisie das gemeinsame Interesse hat, die Produktionsbedingungen im Sinne der Maximierung von Erträgen immer weiter zu verschärfen, es kommt daher „zur Kollision zweier Klassen“, zum Klassenkampf. Der Klassenkampf jedoch wird notwendig zum politischen Kampf, die Proletarier organisieren sich zur politischen Partei. Diese erringt einzelne Gesetze zugunsten der Arbeiter, wie den Zehnstundentag in England. Nicht nur die Bourgeoisie, sondern auch das Proletariat ist demnach eine revolutionäre Klasse.
Die wesentliche Bedingung für die Existenz und Herrschaft der Bourgeoisieklasse ist die Anhäufung und Vermehrung des Reichtums in den Händen von wenigen, die Arbeitsweise des Kapitals ist die Lohnarbeit. Statt mit dem Fortschritt der Industrie seine Lage zu verbessern, wird der moderne Arbeiter zum Pauper, d. h., er verarmt zunehmend trotz des Fortschritts der Industrie. Die Bourgeoisie produziert mit der Pauperisierung breiter Massen im Zuge der großen Industrie ihre „eigenen Totengräber“, d. h., sie wirkt mit an der Entstehung und Formierung des Proletariats als kampfwillige Klasse.
Die jetzige Isolierung des einzelnen Arbeiters durch Konkurrenz wird aufgehoben in ihrer „revolutionären Vereinigung durch die Assoziation“.

### Kapitel 2: Proletarier und Kommunisten
In diesem Abschnitt geht es Marx und Engels vor allem darum, die Einwände gegen eine kommunistische Gesellschaft zu widerlegen. Dabei wird jeweils auf die Schwächen der bürgerlichen Gesellschaft verwiesen, um anschließend den Gegenentwurf darzustellen.
„Die Kommunisten sind keine besondere Partei gegenüber den anderen Arbeiterparteien.“ Sie haben laut Marx und Engels dieselben Interessen wie das gesamte Proletariat und vertreten stets die Interessen der Gesamtbewegung. Somit sind sie der entschiedenste Teil der Arbeiterparteien aller Länder. Den Kommunisten werde vorgeworfen, sie strebten die Aufhebung des Eigentums als solches an, allerdings habe bereits die Bourgeoisie das Eigentum an sich gerissen. Auch der einzelne Bourgeois verfüge nicht frei über sein Eigentum, sondern könne es nur im Rahmen der wirtschaftlichen Gesamtaktivität der Bourgeoisie und zu deren Regeln einsetzen; er müsse das Ausbeuterspiel mitspielen, ob er will oder nicht, sonst sei er bald kein Bourgeois mehr; das bourgeoise Eigentum sei daher gar kein persönliches Eigentum, sondern ein Klasseneigentum. Also müsse man es im Sinne des Sozialismus für alle zugänglich machen. „Wenn also das Kapital in gemeinschaftliches, allen Mitgliedern der Gesellschaft angehöriges Eigentum verwandelt wird, so verwandelt sich nicht persönliches Eigentum in gesellschaftliches. Nur der gesellschaftliche Charakter des Eigentums wandelt sich. Es verliert seinen Klassencharakter.“
Anschließend geht es um die Analyse des Begriffes der Lohnarbeit. Auch hier werden die Gegensätze deutlich gemacht: „In der bürgerlichen Gesellschaft ist die lebendige Arbeit nur ein Mittel, die aufgehäufte Arbeit zu vermehren.“ Dieses wird als ein nie enden wollender Prozess gedacht, wobei die neu entstandene Lohnarbeit wiederum benutzt wird, um neues Eigentum für die Kapitalistenklasse zu schaffen. So wird ein starker Gegensatz zwischen der bürgerlichen Gesellschaft, die – was Wirtschaft und Gesellschaft angeht – durch eine systemimmanente Krisenhaftigkeit gekennzeichnet ist, und einer gedachten zukünftigen kommunistischen Gesellschaft aufgezeigt. „In der kommunistischen Gesellschaft ist die aufgehäufte Arbeit nur ein Mittel, um den Lebensprozess der Arbeiter zu erweitern, zu bereichern, zu befördern.“
So werfe die Bourgeoisie den Kommunisten vor, dass sie das Eigentum abschaffen wolle. Dies sei richtig, genau das sei ihre Absicht: Jedoch sei es das Eigentum einer bestimmten Klasse. „Aber in eurer bestehenden Gesellschaft ist das Privateigentum für neun Zehntel ihrer Mitglieder aufgehoben.“
Die Autoren setzen sich weiter mit den Argumenten ihrer Gegner auseinander. Die Ideen der Bürger von Freiheit, Bildung, Recht usw. sind selbst Produkte der bürgerlichen Produktions- und Eigentumsverhältnisse. Die Kritiker werfen den Kommunisten vor, die „Aufhebung der Familie“ zu betreiben. Jedoch gäbe es die bürgerliche Familie lediglich für die Bourgeoisie, sie beruht auf Kapital und Privaterwerb. „[S]ie findet ihre Ergänzung in der erzwungenen Familienlosigkeit der Proletarier und der öffentlichen Prostitution.“ Ziel sei es, was die Bildung angeht, „die Erziehung dem Einfluss der herrschenden Klasse“ zu entreißen.
Den Vorwurf, die Kommunisten wollten eine „Weibergemeinschaft“ einführen, erklärt das Manifest damit, dass für die Bourgeoisie die Frau ein „bloßes Produktionsinstrument“ sei und folglich unter die kommunistische Forderung nach Gemeineigentum falle. Außerdem existiere diese Gemeinschaft bereits: „Unsere Bourgeois, nicht zufrieden damit, dass ihnen die Weiber und Töchter ihrer Proletarier zur Verfügung stehen, von der offiziellen Prostitution gar nicht zu sprechen, finden ein Hauptvergnügen darin, ihre Ehefrauen wechselseitig zu verführen.“ Somit gebe es bereits eine – allerdings heuchlerisch totgeschwiegene – Weibergemeinschaft für die Bourgeoisie. Mit der Aufhebung der jetzigen Produktionsverhältnisse werden auch die von diesen Verhältnissen hervorgebrachten Bindungen verschwinden, die neue Gesellschaft werde also ohne offizielle und nichtoffizielle Prostitution auskommen.
Ein anderer Vorwurf besagt, die Kommunisten würden das Vaterland und die Nationalität abschaffen wollen. Die Arbeiter haben jedoch kein Vaterland, welches man ihnen nehmen könne. Schon durch den Weltmarkt, die Gleichförmigkeit der industriellen Produktion und der Lebensverhältnisse werden die nationalen Gegensätze eingeebnet. Wenn die inneren Klassengegensätze aufgehoben werden, gibt es die feindliche Gegenüberstellung der Nationen nicht mehr, weder auf geistiger noch auf materieller Ebene.
Zum Vorwurf, die Kommunisten wollten Religion und Moral insgesamt abschaffen, schreiben die Autoren: „Die herrschenden Ideen einer Zeit waren stets nur die Ideen der herrschenden Klasse. […] Die Ideen der Gewissens- und Religionsfreiheit sprachen nur die Herrschaft der freien Konkurrenz auf dem Gebiet des Wissens aus.“ Dies sei auch der Grund, warum die revolutionäre Bourgeoisie im 18. Jahrhundert den Feudalismus habe niederringen können. In allen bisherigen Gesellschaften habe es die Ausbeutung eines großen Teils der Gesellschaft gegeben, daher existierten auch ähnliche Bewusstseinsformen; erst die kommunistische Revolution breche vollständig mit den überlieferten Ideen. Marx und Engels ziehen anschließend das Fazit aus all diesen Vorwürfen: „Die Geschichte der ganzen bisherigen Gesellschaft bewegte sich in Klassengegensätzen.“ An anderer Stelle wird diese Einsicht auch historischer Materialismus genannt.
Der erste Schritt in der Arbeiterrevolution ist die Erhebung des Proletariats zur herrschenden Klasse, „die Erkämpfung der Demokratie“. Nach und nach werden die Produktionsmittel in den Händen des Staates, „d. h. des als herrschende Klasse organisierten Proletariats, zentralisiert“. Dazu sind vorübergehend despotische Eingriffe in die bürgerlichen Produktionsverhältnisse erforderlich. In den fortgeschrittensten Ländern sind dies: Enteignung des Grundeigentums, starke Progressivsteuer, Abschaffung des Erbrechts, Beschlagnahmung des Eigentums von „Emigranten und Rebellen“, Errichtung einer monopolistischen Nationalbank mit Staatskapital, Verstaatlichung des Transportwesens, Vermehrung und Verbesserung der Nationalfabriken, der Produktionsinstrumente und Ländereien nach einem gemeinschaftlichen Plan, gleicher Arbeitszwang für alle, Errichtung industrieller Armeen, besonders für den Ackerbau, allmähliche Beseitigung des Unterschieds zwischen Stadt und Land, öffentliche und unentgeltliche Erziehung aller Kinder, Abschaffung der Kinderarbeit in der heutigen Form. Es gelte also, die alten Produktionsbedingungen aufzuheben, um die Klassengegensätze aufzuheben.
„An die Stelle der alten bürgerlichen Gesellschaft mit ihren Klassen und Klassengegensätzen tritt eine Assoziation, worin die freie Entwicklung eines jeden die Bedingung für die freie Entwicklung aller ist.“
In dem Vorwort von Marx und Engels von 1872 werden die zuvor genannten Eingriffe als bereits veraltet angesehen:
„Die praktische Anwendung dieser Grundsätze, erklärt das ‚Manifest‘ selbst, wird überall und jederzeit von den geschichtlich vorliegenden Umständen abhängen, und wird deshalb durchaus kein besonderes Gewicht auf die am Ende von Abschnitt II vorgeschlagenen revolutionären Maßregeln gelegt. Dieser Passus würde heute in vieler Beziehung anders lauten.“

### Kapitel 3: Sozialistische und kommunistische Literatur
Marx und Engels stellen andere bestehende Ansätze vor und grenzen sich von ihnen polemisch ab. So wird zum Beispiel „Proudhon’s Philosophie de la misère“ als „ganzes Systemen“ dem „Bourgeois-Socialismus“ zugeordnet.

#### Der reaktionäre Sozialismus

##### Der feudale Sozialismus
Eine Spielart des reaktionären Sozialismus wird von Marx und Engels im von ihnen so genannten „feudalen Sozialismus“ gesehen, den englische und französische Aristokraten gegen die Bourgeoisie entwickelten. In der Praxis unterstützte diese Form des Sozialismus jedoch alle „Gewaltmaßnahmen gegen das Proletariat“.

##### Kleinbürgerlicher Sozialismus
Der „kleinbürgerliche Sozialismus“ existiert in Ländern, in denen es zwischen dem Proletariat und der Bourgeoisie ein Kleinbürgertum gebe, das vom Abstieg bedroht sei. Sismondi ist der Autor, der die Widersprüche in den Produktionsverhältnissen beschreibt. Er ergreift zwar den Standpunkt der Arbeiter aus der kleinbäuerlichen und kleinbürgerlichen Sichtweise. Er weist, ähnlich wie oben beschrieben, die Wirkungen der modernen Maschinen und der Arbeitsteilung nach und auf die Verelendung des Proletariats hin. Jedoch sieht er nur als Ausweg, die alten Produktions- und Verkehrsmittel, und damit auch die alten Besitzverhältnisse und die alte Gesellschaft wiederherzustellen. „Zunftwesen in der Manufaktur und patriarchalische Wirtschaft auf dem Lande, das sind seine letzten Worte.“

##### Der deutsche oder „wahre“ Sozialismus
Der deutsche oder der „wahre“ Sozialismus sei aus Frankreich importiert worden. Es wären die Ideen der Französischen Revolution, die die deutschen Literaten, Philosophen und „Schöngeister“ des späten 18. Jahrhunderts begierig aufgegriffen hätten. Da die deutschen Zustände den französischen weit hinterherhinkten (in Deutschland sei der Siegeszug der Bourgeoisie noch längst nicht abgeschlossen, ein Proletariat entwickele sich gerade erst), gehe es den deutschen Sozialisten aber anders als ihren französischen Vorbildern nicht um reale Menschen mit realem Klassenhintergrund, sondern um einen bloß gedachten idealen Menschen; die Wirklichkeit verschwinde unter dem „Dunsthimmel der philosophischen Phantasie“.
Der deutsche Sozialismus sei jedoch im Kern stets nur „antiliberal“ gewesen und habe dem Bürgertum als politischer Bewegung „die sozialistischen Forderungen“ gegenübergestellt. Damit proklamiere der deutsche Sozialismus jedoch nur „die deutsche Nation als die normale Nation und den deutschen Spießbürger als den Normalmenschen.“ Er verkünde seine „unparteiische Erhabenheit über alle Klassenkämpfe.“ Die Schriften in Deutschland, die sich als sozialistisch bzw. kommunistisch bezeichnen, seien in der Regel „schmutzige, entnervende Literatur“.

#### Der konservative oder Bourgeoissozialismus
Um das Proletariat zu beschwichtigen, sieht ein Teil der Bourgeoisie es für notwendig an, soziale Missstände abzuschaffen und so die Lage des Proletariats zu verbessern und die bürgerliche Gesellschaft vor der proletarischen sozialistischen Revolution zu bewahren. Sie wollen also „die Bourgeoisie ohne das Proletariat“. Als prominenter Vertreter wird hier Proudhon genannt. Insofern behaupte dieser Sozialismus zwar, „im Interesse der arbeitenden Klasse“ zu agieren, strebe aber in Wahrheit nur rein administrative Verbesserungen im eigenen Interesse an. Als besonders entlarvend nennt Marx die Forderung „Zellengefängnisse – im Interesse der arbeitenden Klasse“.

#### Der kritisch-utopistische Sozialismus und Kommunismus
Zuletzt setzen Marx und Engels sich mit dem von ihnen so genannten kritisch-utopistischen Sozialismus und Kommunismus auseinander. Er repräsentiere die ersten Versuche des Proletariats, eine eigene Anschauung zu entwickeln. Durchaus lobenswert seien kritische Ansätze, „sie greifen die Grundlagen der bestehenden Gesellschaft an“. Beispiele hierfür sind Saint Simon, Fourier, Owen. Als Utopie bieten sie auch wertvolles Material zur Aufklärung der Arbeiter an. Je stärker die Gegensätze sich jedoch hin zu einem Klassenkampf entwickeln, desto stärker versuchen die Anhänger des utopischen Sozialismus, „die Gegensätze zu vermitteln“, und behindern dadurch den notwendigen Kampf. Diese frühen Sozialisten waren selbst in vieler Hinsicht revolutionär, jedoch bilden ihre Schüler „jedes Mal reaktionäre (rückwärtsgewandte) Sekten“, weil sie an den überholten Grundsätzen „der Meister“ unverändert festhalten, wenn sich die Produktionsverhältnisse und der Klassenkampf bereits weiter entwickelt haben. Aus den richtigen Ansätzen der Begründer entwickelt sich daher bei deren Nachfolgern ein „fanatischer Aberglauben an die Wunderwirkungen ihrer sozialen Wissenschaft“. Sie treten „mit Erbitterung aller politischen Bewegung der Arbeiter entgegen, die nur aus blindem Unglauben an das neue Evangelium hervorgehen konnte.“

### Kapitel 4: Stellung der Kommunisten zu den verschiedenen oppositionellen Parteien
In diesem Abschnitt erläutern Marx und Engels, welche der politischen Parteien in den einzelnen Ländern Europas von den Kommunisten derzeit favorisiert werden und aus welchem Grund. Hier wird ebenfalls deutlich, dass die revolutionäre Reihenfolge im Sinne eines Umsturzes klar festliegt: Zunächst muss die bourgeoise Revolution erfolgen, anschließend die proletarische eingeleitet werden.
Die Kommunisten kämpfen für die unmittelbaren Interessen der Arbeiterklasse, vertreten jedoch zugleich „die Zukunft der Bewegung“. Sie schließen Bündnisse mit den progressiven Kräften in den verschiedenen europäischen Ländern, ohne jedoch deren Widersprüche zu verkennen. „Auf Deutschland richten die Kommunisten ihre Hauptaufmerksamkeit, weil Deutschland am Vorabend einer bürgerlichen Revolution steht [...] Daher kämpfen sie in Deutschland an der Seite der Bourgeoisie gegen die feudale Ordnung und die Kleinbürgerei.“ Nach dem Sturz der reaktionären Klassen in Deutschland muss jedoch sofort der Kampf gegen die Bourgeoisie beginnen, d. h., die proletarische Revolution beginnen. Die Kommunisten bemühen sich um die Verbindung der demokratischen Parteien aller Länder. Sie erklären offen, dass sie ihre Zwecke nur durch den „gewaltsamen Umsturz aller bisherigen Gesellschaftsordnung“ erreichen können.
„Mögen die herrschenden Klassen vor der kommunistischen Revolution zittern. Die Proletarier haben nichts in ihr zu verlieren als ihre Ketten. Sie haben eine Welt zu gewinnen.“

## Verbreitung und Rezeption

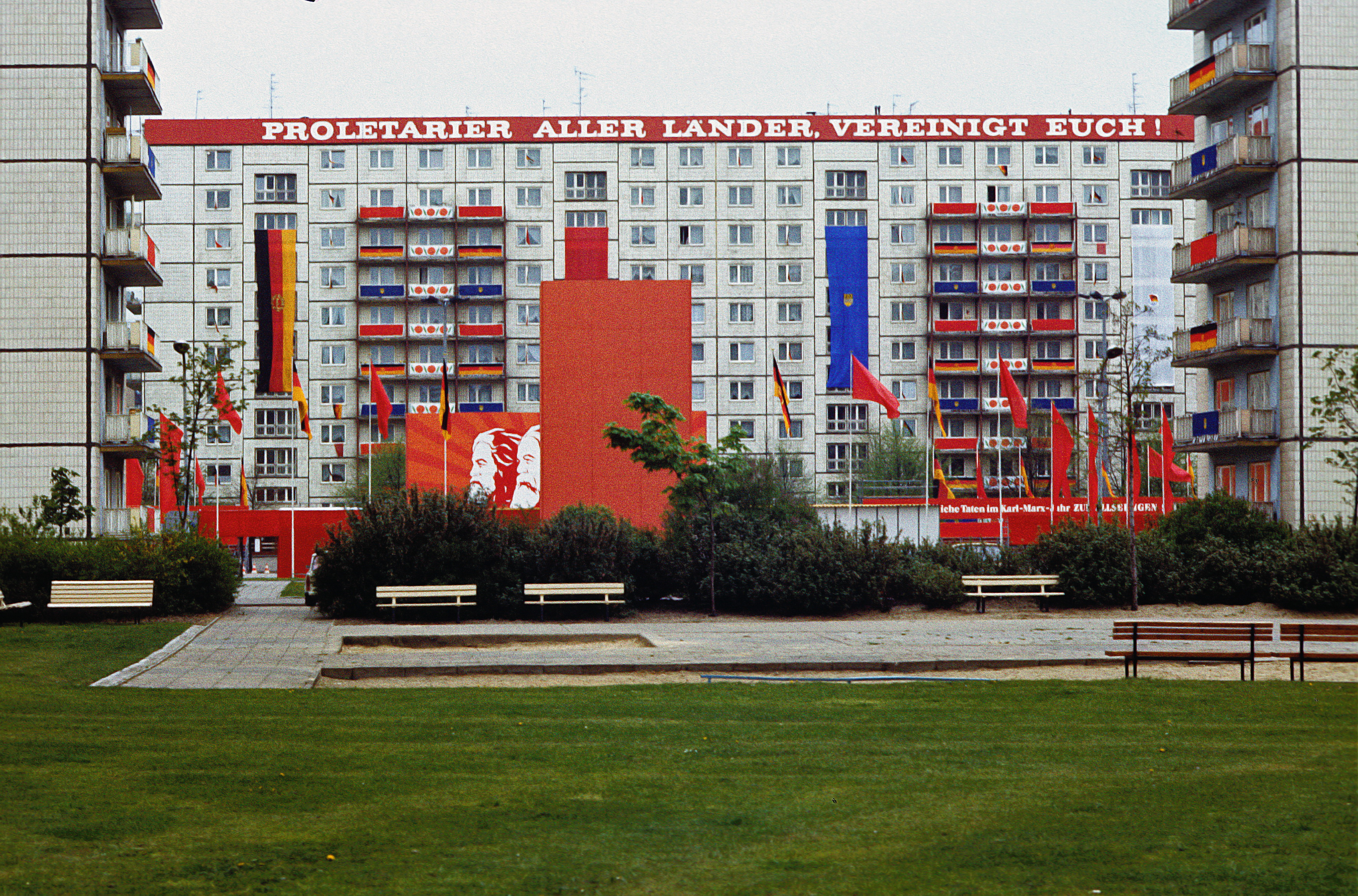
Banner „Proletarier aller Länder, vereinigt euch!“ auf einem Wohnhaus in der Berliner Karl-Marx-Allee (1987)

Das Manifest wurde im Laufe der Zeit in mehr als 200 Sprachen übersetzt. Die Gesamtauflage wird auf 500 Millionen Exemplare geschätzt, es ist damit nach der Bibel und der Mao-Bibel das am häufigsten verlegte Buch der Geschichte. In der DDR erschien die Schrift u. a. als erster Band der Reihe Bücherei des Marxismus-Leninismus.
Das Manifest gehörte auch zu den agitatorischen Grundlagen der Bolschewiki, z. B. in Lenins Die proletarische Revolution und der Renegat Kautsky und in Stalins Schriften Kurze Darlegung der Meinungsverschiedenheiten in der Partei und Anarchismus oder Sozialismus?.
Franz Mehring bezeichnete das Manifest als „weltgeschichtliche Urkunde“. Jürgen Neffe sah darin den „fulminante[n] Schlusspunkt“ unter das Frühwerk von Karl Marx.
Ilse und Vilmos Korn brachten das Manifest in ihr Kinderbuch Mohr und die Raben von London ein. Es wird auch im Literaturverzeichnis des Anarchist Cookbook genannt.
Seit Juni 2013 ist das Werk Teil des Weltdokumentenerbes der UNESCO.

## Vertonungen
Eine Vertonung des Manifests der Kommunistischen Partei stammt vom Prager Musiker Erwin Schulhoff (1894–1942), dessen Werke von den Nationalsozialisten als entartete Musik eingestuft wurden. Er starb 1942 im Lager für Bürger anderer Staaten auf der Wülzburg bei Weißenburg/Bayern, wohin die Nazis ihn verbracht hatten, an Tuberkulose. Seine Kantate aus dem Jahr 1932 trägt den Titel Das Kommunistische Manifest / Nach Marx-Engels (op. 82) und ist ein von revolutionärem Pathos erfülltes Musikstück für Solo, Chor und Bläser.

## Illustrationen
1967/68 schuf Lea Grundig für eine Sonderausgabe des Manifests der Kommunistischen Partei des Dietz-Verlags einen elfteiligen Bild-Zyklus; die Ausgabe erschien jedoch nicht. Die elf Bilder wurden erstmals im November 2020 vom Verlag 8. Mai publiziert.

## Ausgaben

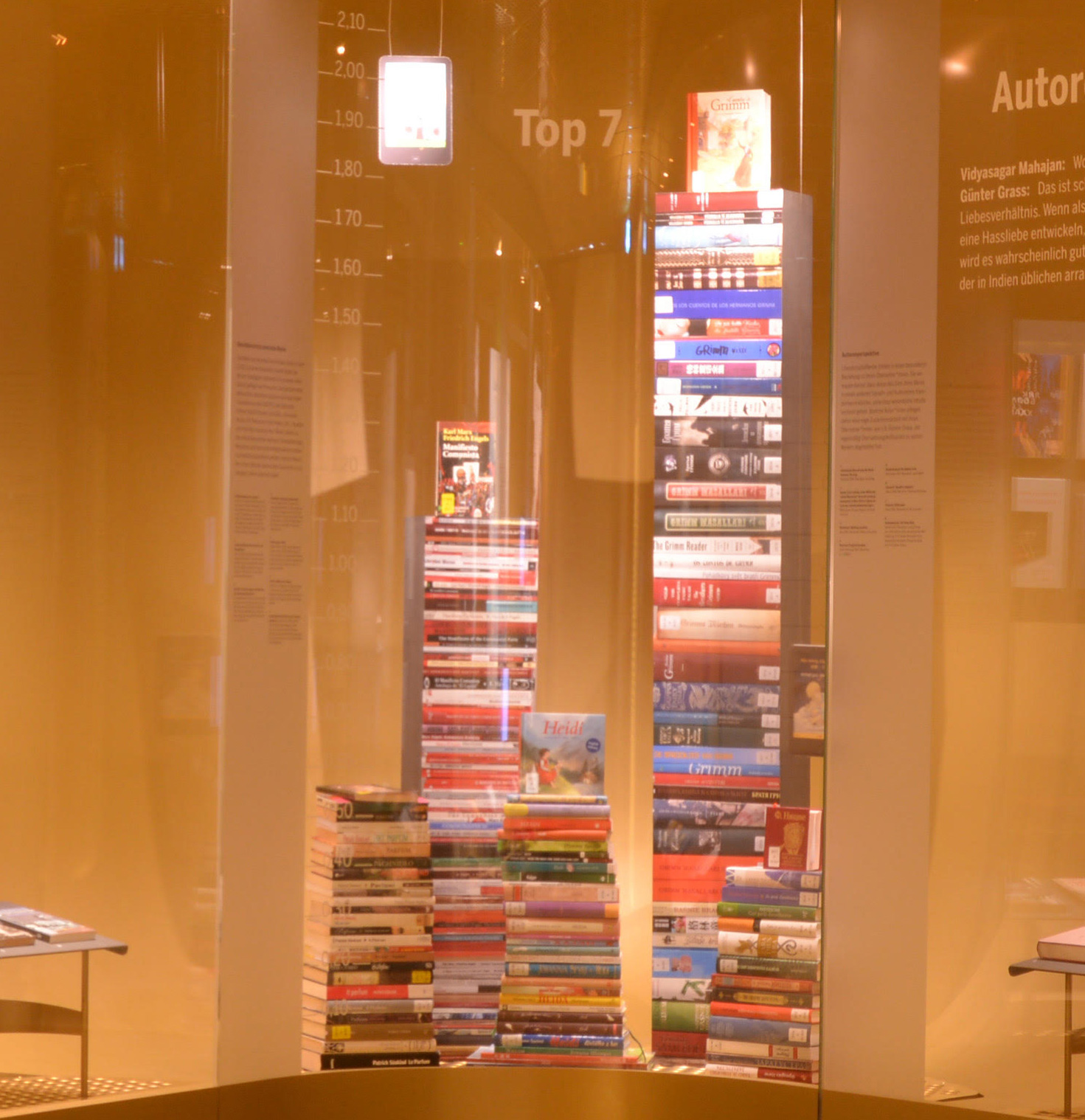
Top 7 der meistübersetzten deutschsprachigen Werke im Deutschen Buch- und Schriftmuseum; auf dem 3. Platz zu sehen: Ein Stapel mit verschiedenen Ausgaben vom Manifest der Kommunistischen Partei

### Zeitgenössische deutschsprachige Ausgaben
- Manifest der Kommunistischen Partei. Veröffentlicht im Februar 1848. London. Gedruckt in der Office der "Bildungs-Gesellschaft für Arbeiter von J. E. Burghard. 46 Liverpool Street, Bishopsgate („Bu23“; grüner Umschlag) (London 1848)
- Manifest der Kommunistischen Partei. Veröffentlicht im Februar 1848. London. Gedruckt in der Office der "Bildungs-Gesellschaft für Arbeiter von J. E. Burghard. 46 Liverpool Street, Bishopsgate („Bu30“; grüner Umschlag) (Köln 1851)
- Manifest der Kommunistischen Partei. Veröffentlicht im Februar 1848. London. Druck von R. Hirschfeld, English & Foreign Printer, 48 Clifton Street, Finbury Square. 184 (24 Seiten; blauer Umschlag) (London 1861)
- Manifest der Kommunistischen Partei. Veröffentlicht im Februar 1848. London. Neu herausgegeben durch Sigfrid Meyer. 1866. Im Selbstverlage. Druck von Gustav Muthschall in Berlin (30 Seiten)
- Das Kommunistische Manifest. Neue Ausgabe mit einem Vorwort der Verfasser. Leipzig 1872. Verlag der Expedition des „Volksstaats“ (27 Seiten)
- Das Kommunistische Manifest. Dritte authorisirte deutsche Ausgabe. Mit Vorworten der Verfasser. Hottingen-Zürich Verlag der Schweizerischen Volksbuchhandlung. 1883 (24 Seiten)
- Das Kommunistische Manifest. Vierte autorisirte deutsche Ausgabe. Mit einem neuen Vorwort von Friedrich Engels. London. German Cooperative Publishing Co. 114 Kentish Town Road NW. 1890 (Sozialdemokratische Bibliothek XXXIII.) (32 Seiten)
- Das Kommunistische Manifest. Fünfte autorisirte deutsche Ausgabe. Mit Vorreden von Karl Marx und Friedrich Engels. Berlin 1891. Verlag der Expedition des „Vorwärts“, Berliner Volksblatt. (Th. Glocke) (Sozialdemokratische Bibliothek XXXIII.) (32 Seiten)
- Das Kommunistische Manifest. Sechste autorisirte deutsche Ausgabe. Mit Vorreden von Karl Marx und Friedrich Engels. Berlin 1894. Verlag der Expedition des „Vorwärts“, Berliner Volksblatt. (Th. Glocke) (Sozialdemokratische Bibliothek XXXIII.) (32 Seiten)

### Neuere Ausgaben
- Thomas Kuczynski: Das Kommunistische Manifest (Manifest der Kommunistischen Partei) von Karl Marx und Friedrich Engels. Von der Erstausgabe zur Leseausgabe. Mit einem Editionsbericht (= Schriften aus dem Karl-Marx-Haus. 49). Trier 1995, ISBN 3-86077-207-4.
- Karl Marx, Friedrich Engels: Das Kommunistische Manifest. Eine moderne Edition. Mit einer Einleitung von Eric Hobsbawm. Argument-Verlag, Hamburg/Berlin 1999, ISBN 3-88619-322-5.
- Karl Marx, Friedrich Engels: Das Kommunistische Manifest (CD 1); Eric Hobsbawm: 150 Jahre Kommunistisches Manifest (CD 2), gelesen von Rolf Becker. Argument-Verlag, Hamburg/Berlin 2005, ISBN 3-88619-463-9.
- Ende 2010 hat der Verlag Red Quill Books mit der Veröffentlichung einer vierteiligen und modernen illustrierten Version des Kommunistischen Manifests als „comic book“ begonnen.[27][28][29]
- Unter dem Titel De Kommunistische Partei ehr Manifest erschien 2012 im VSA-Verlag eine Übersetzung auf Plattdeutsch von Hans-Joachim Meyer.[30]
- Et kummenistische Manifeß op Kölsch. Vum Marxens Karl un däm Engels Frieder. Kulturmaschinen e.K., Ochsenfurt 2014, ISBN 978-3-9816710-0-1 eine Übersetzung auf Kölsch.
- Karl Marx, Friedrich Engels: Das Kommunistische Manifest. Illustrierte Ausgabe, Karl Dietz Verlag Berlin, 1 Faksimile und 11 Holzschnitte von Frans Masereel, 17. Auflage Berlin 2003, ISBN 978-3-320-00280-0.